# Бусаго (Бреша)
Бусаго је насеље у Италији у округу Бреша, региону Ломбардија.
Према процени из 2011. у насељу је живело 232 становника. Насеље се налази на надморској висини од 160 м.